# 層狀侵入岩
層狀侵入岩（英語：Layered intrusions）是大型的岩床狀火成岩，具有垂直方向的分層或成分和質地的差異。這侵入岩的面積可以達到數公里，覆蓋範圍從大約 100 平方公里（39 平方英里）到超過 50,000 平方公里（19,000 平方英里，厚度從幾百米到超過一公里（3,300 英尺)不等。 雖然大多數層狀侵入岩的年齡是太古宙到元古代（例如，古元古代布什維爾德複合體Bushveld complex)，其他年齡亦有，例如格陵蘭島東部的新生代 Skaergaard 層狀侵入岩或蘇格蘭的 Rum 層狀侵入岩。大多數成分為超鎂鐵質至鎂鐵質，但格陵蘭島的 Ilimaussaq 層狀侵入岩體是一種鹼性質。
層狀侵入岩通常在古代克拉通中，雖然很少，但分佈於世界各地。這些侵入岩都有分離結晶的證據。代表已結晶的礦物從熔岩中沉降或漂浮與熔岩中其他物質分離的現象。
在超鎂鐵質-鎂鐵質侵入岩的分層，最底部是由超鎂鐵質橄欖岩和輝石岩組成，並有的鉻鐵礦層伴生，上層有更多的鎂鐵質苏长岩、輝長岩和斜長岩。有些在頂部有閃長岩和斑晶花崗岩。鉑族元素、鉻鐵礦、磁鐵礦和鈦鐵礦的礦體通常與這些稀有侵入岩伴生。